# Adrian Amstutz

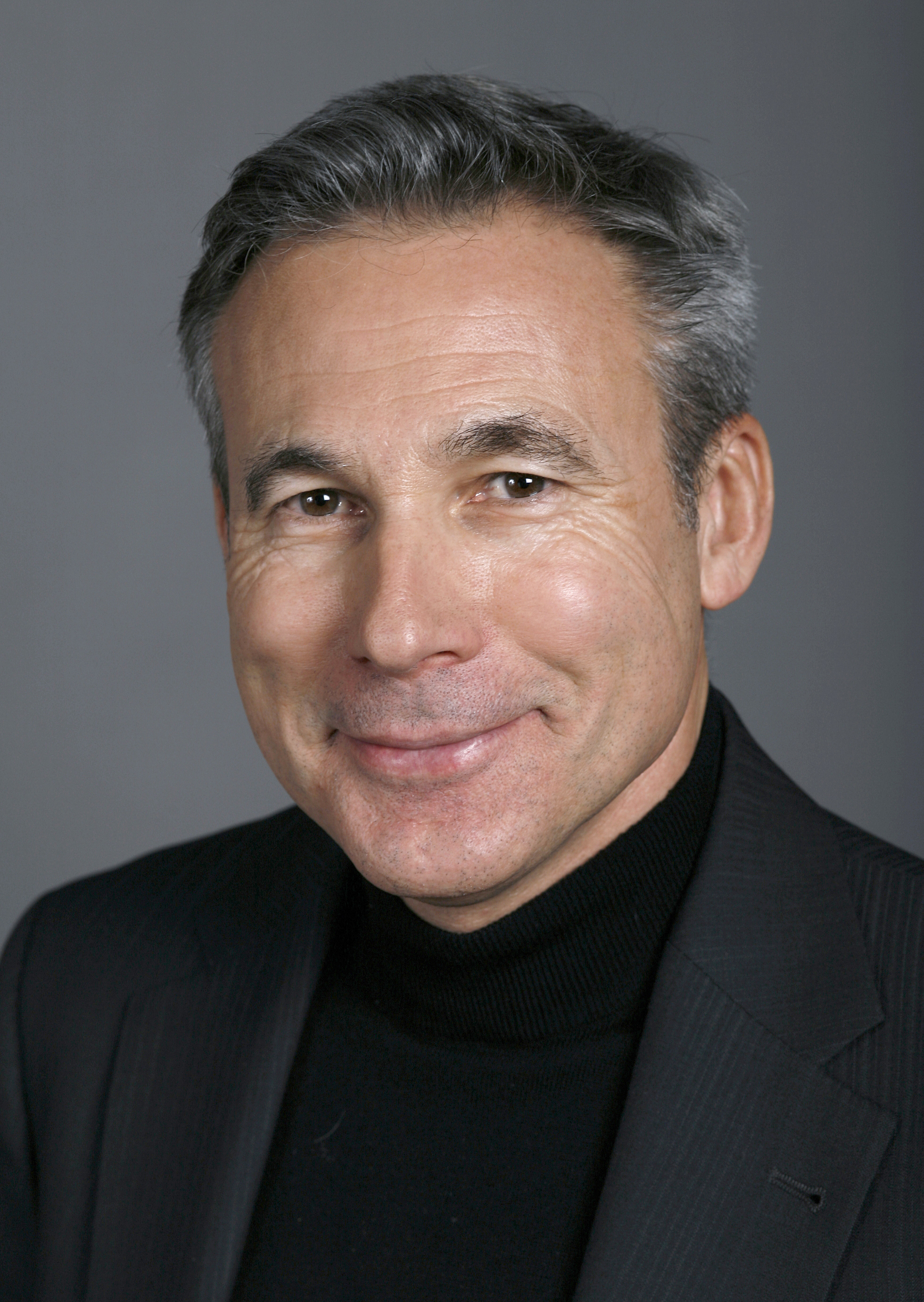
Adrian Amstutz (2007)

Adrian Amstutz (* 2. Dezember 1953 in Sigriswil; heimatberechtigt ebenda) ist ein Schweizer Unternehmer und Politiker (SVP). Er war von 2003 bis 2019 Nationalrat (mit einer Unterbrechung von März bis November 2011 als Ständerat) und von 2012 bis 2017 Fraktionspräsident der SVP-Fraktion der Bundesversammlung.

## Leben
Amstutz war Gründer und Miteigentümer des Architektur- und Bauleitungsbüros Amstutz Abplanalp Birri AG. Er war von 2008 bis 2020 Zentralpräsident des Schweizerischen Nutzfahrzeugverbands (ASTAG) und gehörte dem Exekutivrat von Swiss Olympic an. Seit 2012 ist er Stiftungsrat der Schweizerischen Rettungsflugwacht (Rega).
Er ist verheiratet und hat drei Kinder. In der Schweizer Armee war er Fallschirmgrenadier.

## Politik
Amstutz war von Januar 1993 bis Mai 1998 Gemeinderatspräsident (Exekutive) von Sigriswil und von 1998 bis 2003 Grossrat des Kantons Bern.
Bei den Wahlen 2003 wurde er in den Nationalrat gewählt und bei den Wahlen 2007, 2011 und 2015 jeweils mit dem besten Resultat aller Kandidierenden des Kantons Bern bestätigt. Er war von März 2008 bis Mai 2012 einer von fünf Vizepräsidenten der SVP Schweiz und anschliessend fünf Jahre Fraktionschef der SVP-Bundeshausfraktion. Von der SVP des Kantons Bern wurde er im November 2008 neben Andreas Aebi zum Kandidaten für die Nachfolge von Bundesrat Samuel Schmid vorgeschlagen.
Nachdem im September 2010 die Berner Ständerätin Simonetta Sommaruga (SP) in den Bundesrat gewählt worden war, kandidierte Amstutz in einer Ersatzwahl um ihren Sitz und wurde im zweiten Wahlgang vom 6. März 2011 mit knappem Vorsprung auf die SP-Kandidatin Ursula Wyss gewählt. Bei der im Herbst 2011 fälligen ordentlichen Erneuerungswahl der Ständeräte erzielte er im ersten Wahlgang vom 23. Oktober 2011 zwar das beste Ergebnis aller Kandidierenden, erreichte jedoch das absolute Mehr nicht. Beim zweiten Wahlgang vom 20. November 2011 landete er hinter dem Bisherigen Werner Luginbühl (BDP) und Hans Stöckli (SP) auf dem dritten Platz und wurde somit nicht wiedergewählt. Da er am 23. Oktober 2011 gleichzeitig für den Nationalrat kandidiert und bei dieser Wahl das beste Ergebnis sämtlicher Kandidaten im Kanton Bern erzielt hatte, gehörte er seit dem 5. Dezember 2011 wieder dem Nationalrat an.
Vom 21. Januar 2012 bis am 17. November 2017 stand er der SVP-Fraktion in der Bundesversammlung vor. 2019 war er Wahlkampfleiter der SVP Schweiz. Da er selber jedoch am 20. Oktober 2019 nicht mehr zu den eidgenössischen Wahlen antrat, schied er Ende 2019 aus dem Nationalrat aus.